# Rising, Part I (Zvezdna vrata Atlantida)
V tem del stargate atlantisa mednarodna ekipa znanstvenikov preučuje prostor na antarktiki, kjer naj bi pred milijoni let stalo mesto atlantis, ki je lahko letelo. Pri tem najdejo stol, ki ga poganja močan energetski vir, imenoval ZPM ( Zero Point Module - Modul ničelne energije). Ta stol nadzuruje domnevno najmočnejše orožje na zemlji( drone ), ki je sposobno doseči ladje v zemeljski orbiti in ima možnost holografske podpore. Eden izmed doktorjev ( Carson Becket) v tem prostoru odkrije, da je upravljanje s tem stolom potreben genetski ključ, imenovan A.T.A. gen. Tako ta doktor, ko odkrije, da ima ta gen, po nesreči izstreli dron, ki skorajda sklati helikoptek, v katerem je general Jack O'Neil s kopilotom majorjem Johnom Shepardom. Ko jim uspe pred zadetkom drona zadevo ustavit, ugotovi major John Shepard, da ima naravno ta A.T.A. gen tako močan, da popolnoma brez težav kontolira to tehnologijo.
Kmalu zatem uspe Danielu Jackonu določiti lokacijo Atlantide in s tem naslov zvezdih vrat, ki se nahajajo v Pegaz galaksiji.